# Nyssia italica
Nyssia italica là một loài bướm đêm trong họ Geometridae.